# トヨタ プレシャス・ボックス!
『トヨタ プレシャス・ボックス!』は、NRN系列局ほかで放送していたニッポン放送製作のミニ番組である。トヨタ自動車の一社提供。

## 概要
2007年3月までは、『お願い!DJ!小林克也青春ベストヒットリクエスト』パーソナリティの小林克也と堂尾弘子によるラジオドラマを放送した。内容は、日常生活での平凡な人間ドラマが中心であった。話の途中、音楽を2曲掛けていた。2007年4月からは、『高橋克実と山瀬まみ おしゃべりキャッチミー』パーソナリティの高橋克実と山瀬まみが出演していた。
放送形態はネット局ごとに異なり、単独番組として放送する局もあれば、ワイド番組の1コーナーとして放送する局もあった。2005年4月から2007年3月までは系列各局で放送されていたが、2007年4月をもってニッポン放送のみで放送のローカル番組となった。

## 放送局
| 放送対象地域   | 放送局         | 系列         | 放送日時                              | 備考 |
| -------------- | -------------- | ------------ | ------------------------------------- | --- |
| 関東広域圏     | ニッポン放送   | NRN系列      | 土曜 10:18 - 10:33                    | 前期：『お願い!DJ!小林克也青春ベストヒットリクエスト』内で放送。 後期：『高橋克実と山瀬まみ おしゃべりキャッチミー』内で放送。 |
| 北海道         | STVラジオ      | NRN系列      | 日曜 14:30 - 14:40                    | 『サンデーパラダイス』内で放送。                                                                                               |
| 青森県         | 青森放送       | NRN・JRN系列 | 土曜 11:05 - 11:13 土曜 09:05 - 09:13 | 『新鮮!パワフルワイド 岡田照幸とサタデー夢ラジオ』内で放送。                                                                   |
| 岩手県         | IBC岩手放送    | NRN・JRN系列 | 土曜 10:15 - 10:25                    | 『水越かおるのすっぴん土曜日』内で放送。                                                                                       |
| 宮城県         | 東北放送       | NRN・JRN系列 | 日曜 10:30 - 10:40                    | |
| 秋田県         | 秋田放送       | NRN・JRN系列 | 土曜 10:20 - 10:30                    | |
| 山形県         | 山形放送       | NRN・JRN系列 | 土曜 10:50 - 11:00                    | |
| 福島県         | ラジオ福島     | NRN・JRN系列 | 土曜 12:15 - 12:25                    | |
| 茨城県         | 茨城放送       | NRN系列      | 土曜 12:40 - 12:50                    | 『さてはとことん恭ノ介』内で放送。                                                                                             |
| 栃木県         | 栃木放送       | NRN系列      | 土曜 09:30 - 09:40                    | 『ミュージッククロスロード』内で放送。                                                                                         |
| 新潟県         | 新潟放送       | NRN・JRN系列 | 土曜 09:20 - 09:28                    | 『増山由美子のブランチバスケット』内で放送。                                                                                   |
| 富山県         | 北日本放送     | NRN・JRN系列 | 土曜 09:00 - 09:10                    | |
| 石川県         | 北陸放送       | NRN・JRN系列 | 土曜 12:25 - 12:35                    | |
| 福井県         | 福井放送       | NRN・JRN系列 | 土曜 10:50 - 11:00                    | |
| 山梨県         | 山梨放送       | NRN・JRN系列 | 土曜 08:20 - 08:30                    | |
| 長野県         | 信越放送       | NRN・JRN系列 | 土曜 16:50 - 17:00                    | |
| 岐阜県         | 岐阜放送ラジオ | 独立局       | 土曜 12:46 - 12:55                    | 『ときめきステーション ダブジェネカウントダウン』内で放送。                                                                    |
| 静岡県         | 静岡放送       | NRN・JRN系列 | 土曜 09:36 - 09:45                    | 『山田辰美の土曜はごきげん』内で放送。                                                                                         |
| 中京広域圏     | 東海ラジオ     | NRN系列      | 土曜 10:23 - 10:32                    | 前期：『原光隆の土曜はごきげん』内で放送 後期：『源石和輝の土曜スタイル!』内で放送。                                           |
| 京都府         | KBS京都        | NRN系列      | 土曜 12:35 - 12:45                    | 『南かおりのHello Musicらんど』内で放送。                                                                                      |
| 近畿広域圏     | ABCラジオ      | NRN・JRN系列 | 土曜 12:35 - 12:45                    | |
| 兵庫県         | ラジオ関西     | 独立局       | 土曜 09:50 - 10:00                    | |
| 和歌山県       | 和歌山放送     | NRN・JRN系列 | 土曜 11:31 - 11:40                    | |
| 鳥取県・島根県 | 山陰放送       | NRN・JRN系列 | 土曜 10:50 - 10:59                    | |
| 岡山県         | 山陽放送       | NRN・JRN系列 | 土曜 09:00 - 09:10                    | |
| 広島県         | 中国放送       | NRN・JRN系列 | 日曜 11:40 - 11:50                    | |
| 山口県         | 山口放送       | NRN・JRN系列 | 土曜 09:42 - 09:50                    | 『土曜いい朝おはようワイド』内で放送。                                                                                         |
| 徳島県         | 四国放送       | NRN・JRN系列 | 土曜 12:00 - 12:09                    | |
| 香川県         | 西日本放送     | NRN・JRN系列 | 土曜 10:40 - 10:50                    | 『波のりラジオ』Part1内で放送。                                                                                                |
| 愛媛県         | 南海放送       | NRN・JRN系列 | 土曜 10:50 - 11:00                    | |
| 高知県         | 高知放送       | NRN・JRN系列 | 土曜 09:05 - 09:15                    | 『サタデーCafe』内で放送。 |
| 福岡県         | KBCラジオ      | NRN系列      | 土曜 09:05 - 09:15                    | 『土曜の朝は玲子におまかせ』内で放送。                                                                                         |
| 長崎県         | 長崎放送       | NRN・JRN系列 | 土曜 09:40 - 09:50                    | 前期：『竹内・阿部のどんどん土曜日』内で放送。 後期：『まちこさんと岡本くんの土曜はギューッと』内で放送。                      |
| 熊本県         | 熊本放送       | NRN・JRN系列 | 土曜 10:05 - 10:15                    | |
| 大分県         | 大分放送       | NRN・JRN系列 | 土曜 10:45 - 10:55                    | |
| 宮崎県         | 宮崎放送       | NRN・JRN系列 | 土曜 11:30 - 11:40                    | |
| 鹿児島県       | 南日本放送     | NRN・JRN系列 | 土曜 11:55 - 12:03                    | 『土曜はおまかせ うねうねWeekend』内で放送。                                                                                   |
| 沖縄県         | ラジオ沖縄     | NRN系列      | 土曜 09:20 - 09:30                    | 『前田すえこのいいことありそうウィークエンド』内で放送。                                                                       |